# Emoia callisticta
Emoia callisticta este o specie de șopârle din genul Emoia, familia Scincidae, descrisă de Wilhelm Peters și Doria 1878. Conform Catalogue of Life specia Emoia callisticta nu are subspecii cunoscute.